# 樹鬚魚
樹鬚魚為輻鰭魚綱鮟鱇目棘茄魚亞目鬚角鮟鱇科的其中一種，分布於大西洋熱帶及副熱帶海域海域、太平洋區的日本及紐西蘭海域，屬深海魚類，棲息深度約200公尺，體長可達7公分，屬肉食性，雄魚寄生在雌魚身上。

## 擴展閱讀
維基物種上的相關：樹鬚魚